# اردوگاه انتقالی وستربورک
اردوگاه انتقالی وستربورک (به هلندی: Kamp Westerbork: به آلمانی: Durchgangslager Westerbork) اردوگاهی انتقالی در استان درنته، شمال شرقی هلند، در جریان جنگ جهانی دوم بود. این اردوگاه در تابستان سال ۱۹۳۹ توسط دولت هلند تأسیس شد و قرار بود به عنوان اردوگاهی پناهندگی برای یهودیانی که به‌طور غیرقانونی وارد هلند شده بودند، فعالیت کند.

## کارکرد اردوگاه

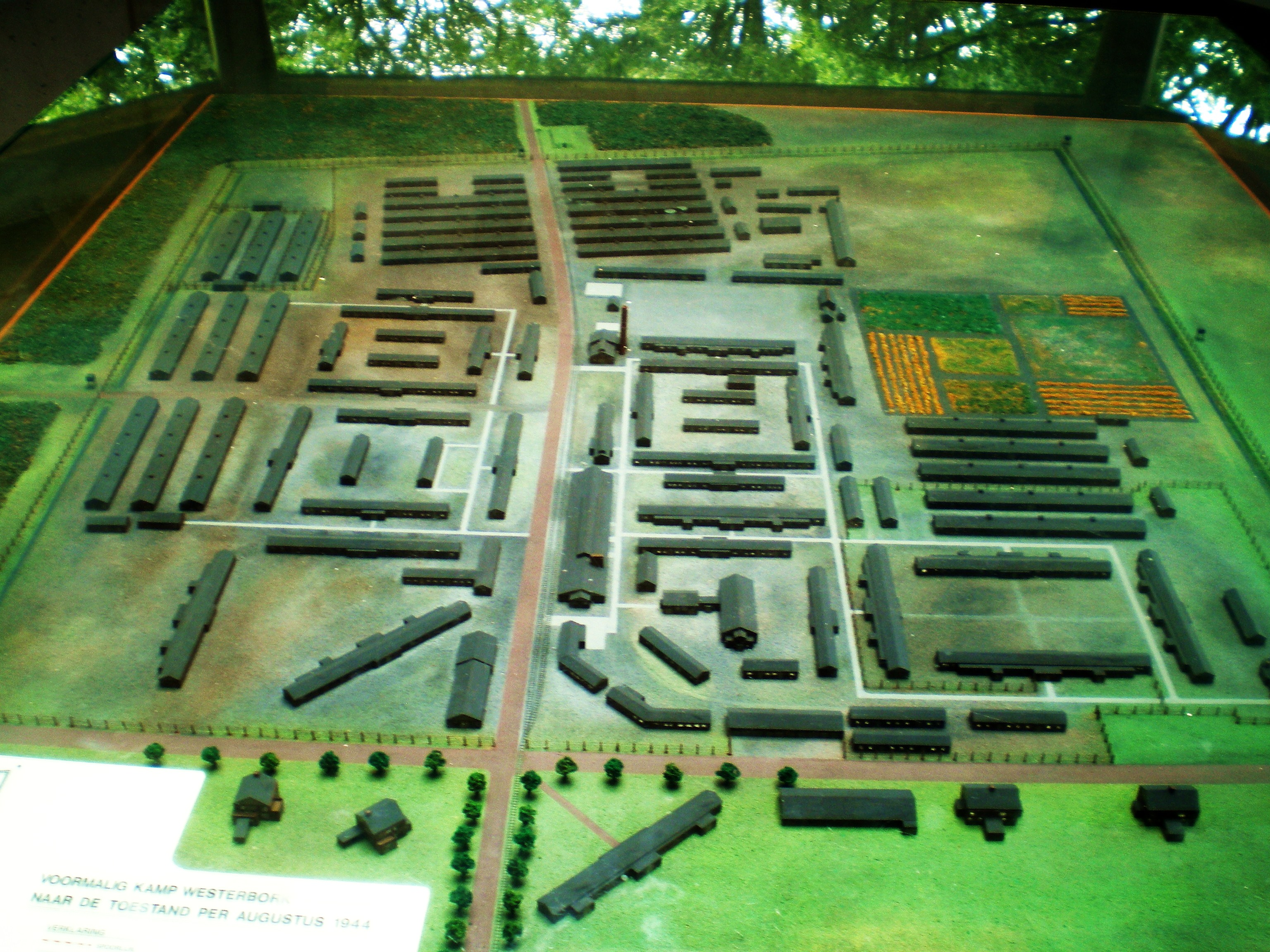
مدلی از اردوگاه وستربورک

از اردوگاه وستربورک به عنوان مکانی موقت برای اخراج یهودیان استفاده می‌شد. این اردوگاه، که تنها یک نیم کیلومتر مربع (۱۱۹ هکتار) مساحت داشت، به منظور کشتار صنعتی یا اردوگاه مرگ ساخته نشده بود. از دیدگاه استانداردهای نازی، وستربورک اردوگاهی با شرایط «بشردوستانه» بود. زندانیان یهودی با خانواده‌شان در ۲۰۰ کلبه بهم پیوسته اسکان داده شدند که هر یک شامل دو اتاق، یک توالت، صفحه‌ای داغ برای پخت‌وپز و یک حیاط کوچک بود. زندانیان مجرد را در سربازخانه‌هایی که حاوی دستشویی برای هر جنس بود، قرار دادند.
قطارهای ترابری از ژوئیه ۱۹۴۲ تا سپتامبر ۱۹۴۴ هر سه شنبه وارد وستربورک می‌شدند و تخمین زده می‌شود که ۹۷٬۷۷۶ یهودی در این مدت به اردوگاه تبعید شدند. زندانیان یهودی گروه‌گروه به آشویتس (۶۵ کاروان قطار در مجموع ۶۰٬۳۳۰ تن)، سوبیبور (۱۹ کاروان قطار؛ ۳۴٬۳۱۳ تن)، گتو ترزینشتات و برگن-بلزن (۹ کاروان قطار؛ ۴۸۹۴ تن) تبعید شدند. تقریباً همه ۹۴٬۶۴۳ تن تبعید شده به آشویتس و سوبیبور در لهستان تحت اشغال آلمان بلافاصله پس از ورود کشته شدند.
اردوگاه وستربورک همچنین دارای یک مدرسه، ارکستر، آرایشگاه و حتی رستوران‌هایی بود که توسط مقامات اس‌اس طراحی شده بود تا به زندانیان احساس کاذب امید به زنده ماندن بدهد و به جلوگیری از مشکلات هنگام انتقال کمک کند. فعالیت‌های فرهنگی ارائه شده توسط نازی‌ها برای اخراجیان شامل کار با فلز، مشاغل خدمات بهداشتی و سایر فعالیت‌های فرهنگی بود. یک کادر کارگری جداگانه و متشکل از ۲۰۰۰ زندانی یهودی به صورت «دائمی» به عنوان نیروی کار اردوگاه مورد استفاده قرار می‌گرفت. از میان اعضای این گروه، گروهی فرعی گزینش شده بودند که نقش پلیس گتو ر بر عهده داشتند و برای کمک به انتقال زندانیان و برقراری نظم بهشان نیاز بود. SS در حقیقت، اس‌اس نیاز به تلاش چندانی برای گزینش کسانی که می‌بایست منتقل شوند نداشت، چرا که امسئول ین کار طبقه دیگری از زندانیان بودند که نوعی سرویس امنیتی را تشکیل می‌دادند. در نهایت بیشتر این ۲۰۰۰ زندانی «دائمی» خود به اردوگاه‌های کار اجباری یا مرگ فرستاده شدند.

### زندانیان سرشناس
آنه فرانک از جمله زندانیان برجسته وستربورک بود که در ۴ اوت ۱۹۴۴ به اردوگاه  منتقل شد. او به همراه اتی هیلسوم هر یک از تجربیات روزانه خود در اردوگاه نوشتند. آنه در کلبه ای کوچک در اردوگاه باقی ماند، تا آنکه در ۳ سپتامبر به آشویتس تبعید شد.
اتی هیلسوم توانست تا آوریل ۱۹۴۲ از شناسایی شدن توسط نازی‌ها اجتناب کند. حتی پس از برچسب «یهودی» خوردن، هیلسوم اقدام به نوشتن در مورد سیاست‌های ضدیهودی کرد. او به مدت دو هفته با یودنرات کار کرد و سپس داوطلبانه نخستین گروه از یهودیان اعزامی به وستربورک را همراهی کرد. هیلسوم تا ۷ سپتامبر ۱۹۴۳، هنگامی که به آشویتس تبعید شد، در وستربورک ماند؛ او سه ماه بعد در آنجا درگذشت.
اردوگاه وستربورک همچنین میزبان بازیگر سینما و خواننده کاباره آلمانی، دورا گرزون، بود که پیش از اعزام به آشویتس در آنجا با خانواده اش توقیف شده بود، و نیز پروفسور سر ویلیام اشر که با تلاش مادرش در تهیه نسب‌نامه‌ای که وی را به نسب انگلیسی وصل می‌کرد، توانست آزاد شود. یونا اوبرسکی از خاطرات خود به عنوان یک کودک در وستربورک در کتابش با نام Kinderjaren («کودکی») که در سال ۱۹۷۸ در هلند منتشر شد، نوشت. بعدها فیلم یونا که در نهنگ زندگی کرد بر پایه این کتاب ساخته شد.